# Arryn Siposs
Arryn Siposs (Melbourne, 25 novembre 1992) è un giocatore di football americano australiano che milita nel ruolo di punter per i Philadelphia Eagles della National Football League (NFL).

## Carriera

### Detroit Lions
Il 25 aprile 2020 Siposs firmò con i Detroit Lions dopo non essere stato scelto nel Draft. Il 29 luglio 2020 fu inserito nella lista riserve/COVID-19 e tornò attivo dieci giorni dopo. Fu svincolato il 5 settembre 2020 ma rifirmò con la squadra di allenamento il giorno successivo. Fu svincolato il 20 ottobre 2020 e tre giorni dopo firmò nuovamente con la squadra di allenamento. Fu di nuovo svincolato il 16 dicembre 2020 e rifirmò tre giorni dopo.

### Philadelphia Eagles
Il 13 gennaio 2021 Siposs firmò un contratto da riserva con i Philadelphia Eagles. Nel frattempo il 15 aprile 2021 fu scelto nel quarto giro del Global Draft CFL dai Winnipeg Blue Bombers. Siposs debuttò nella NFL il 12 settembre 2021 contro gli Atlanta Falcons. La sua stagione si concluse disputando tutte le 17 partite, con una media di 43,9 yard per punt.
Nel 2022 Siposs disputò le prime tredici partite prima di venire inserito in lista infortunati.

## Palmarès
- National Football Conference Championship: 1

Philadelphia Eagles: 2022